# Nicéphore Niépce

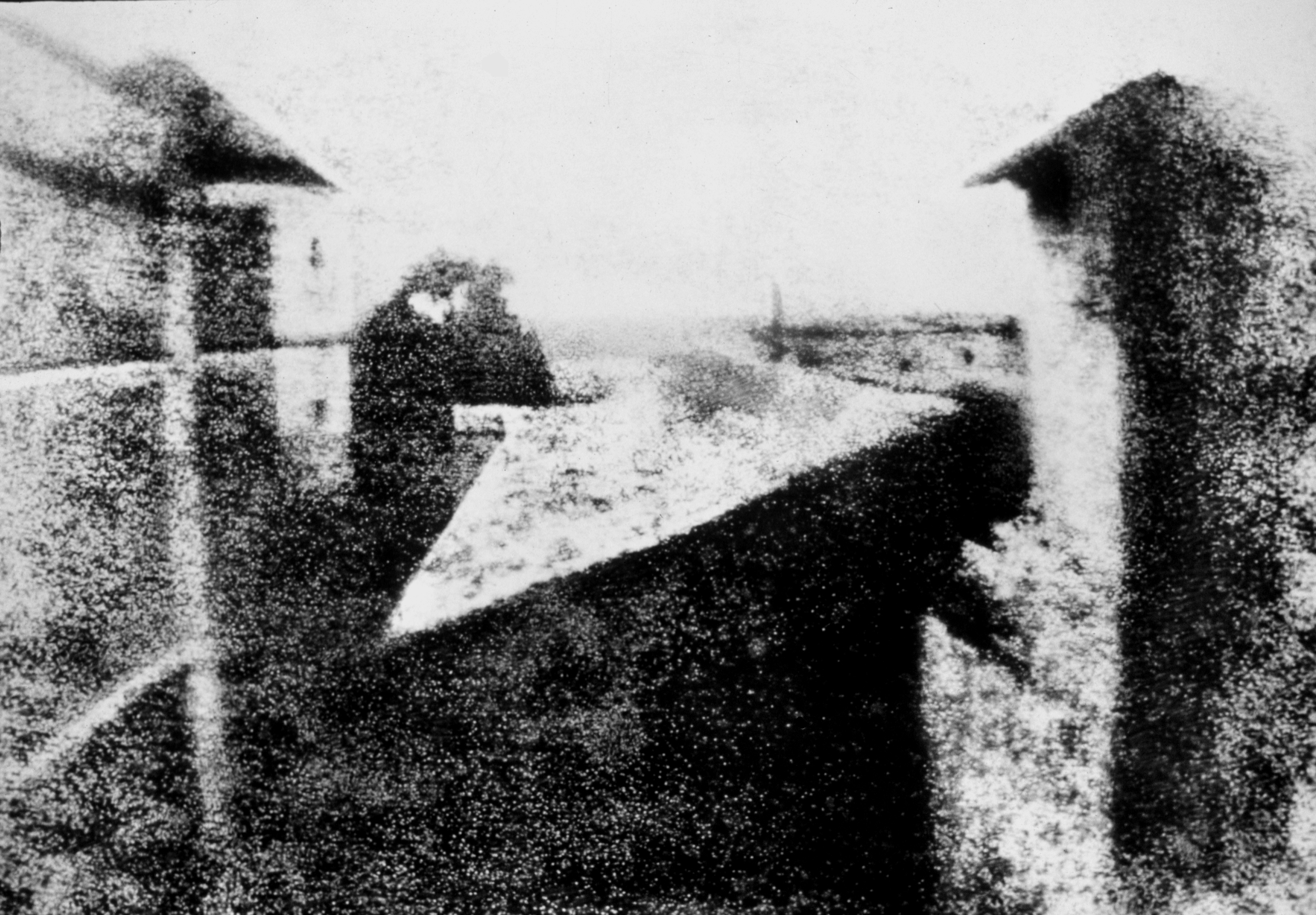
Fotografia més antiga que es conserva de Nicéphore Niépce Vista des de la finestra a Le Gras (1826)

Joseph-Nicéphore Niépce (Chalon-sur-Saône, 7 de març del 1765 - Saint-Loup-de-Varennes, 3 o 5 de juliol del 1833) fou un inventor francès i pioner de la fotografia, procediment que ell va batejar com a heliografia.

## Biografia

### Primers anys de vida
Niépce va néixer a Chalon-sur-Saône, Saône-et-Loire, on el seu pare era un ric advocat. El seu germà major, Claude (1763-1828), també va ser el seu col·laborador en investigació i invent, però va morir mig assaltat i deshabitat a Anglaterra, havent desaprofitat la riquesa familiar a la recerca d'oportunitats per al Pyréolophore, que no va trobar. Niepce també tenia una germana i un germà menor, Bernard.
Nicéphore va ser batejat com a Josep, però va adoptar el nom de Nicéforo, en honor de Sant Nicéforo, el patriarca de Constantinoble del segle ix, mentre estudiava a l'escola d'Oratorian d'Angers. A la universitat va aprendre ciència i el mètode experimental, aconseguint ràpidament l'èxit. Es va graduar per treballar com a professor de la universitat.

### Carrera militar
Niépce va exercir com a oficial de personal a l'exèrcit francès de Napoleó, passant diversos anys a Itàlia i a l'illa de Sardenya, però la seva salut el va obligar a renunciar. Llavors es va casar amb Agnes Romero i es va fer administrador del districte de Niça de la França postrevolucionària. El 1795, Niepce va dimitir com a administrador de Niça per continuar la investigació científica amb el seu germà Claude. Una font informa que la seva renúncia va ser a causa de la seva impopularitat.

### Recerca científica
El 1801, els germans van tornar als béns familiars a Chalon per continuar la seva investigació científica, i es van unir amb la seva mare, la seva germana i el seu germà menor Bernard. Allà van gestionar la propietat familiar com a cavallers rics independentment, criant la remolatxa i produint sucre.

### Claude Niépce
El 1827, Niépce va viatjar a Anglaterra per visitar el seu germà gran, greument mort, Claude, que ara vivia a Kew, prop de Londres. Claude havia descendit al deliri i va desaprofitar bona part de la fortuna familiar perseguint oportunitats de negoci inapropiades per al Pyréolophore.

### Mort
Nicéphore Niépce va morir d'un ictus el 5 de juliol de 1833, arruïnat econòmicament de tal manera que la seva tomba al cementiri de Saint-Loup de Varennes va ser finançada pel municipi. El cementiri és a prop de la casa familiar on havia experimentat i havia realitzat la primera imatge fotogràfica del món.

### Descendents
El seu fill Isidore (1805-68) va formar una associació amb Daguerre després de la mort del seu pare i es va concedir una pensió governamental el 1839 a canvi de revelar els detalls tècnics del procés d'heliograu de Nicéphore.
Un cosí, Claude Félix Abel Niépce de Saint-Victor (1805-70), va ser un químic i va ser el primer a utilitzar l'albúmina en fotografia. També va produir gravats fotogràfics sobre acer. Durant 1857-1861, va descobrir que les sals d'urani emeten una forma de radiació invisible per a l'ull humà.

## Fotografia
Niépce era un jove científic, a qui apassionava el tema de l'art. Malgrat el seu coneixement científic, no era una gran dibuixant, així que va provar amb la litografia (procés d'impressió sobre una superfície plana, específicament en pedra calcària). El seu interès es va centrar en com podia plasmar la imatge que projectava la cambra fosca de manera automàtica.
Va començar a experimentar amb la cambra fosca, fins que es va adonar de les sals de plata (material fotosensible), les quals es transformaven de color amb la llum solar, d'aquesta manera aconseguia plasmar una imatge. Però tenia dos inconvenients, el primer i més ràpid de solucionar era que la imatge quedava en negatiu, perquè les parts on toca la llum amb més intensitats és on es queda més fosc. Però Niépce va topar amb la solució 6 anys després, on va agafar una làmina i la va pintar amb asfalt i a sobre va ficar una silueta transparent sobre aquesta làmina per tal d'obtenir-ne el positiu.
L'altre gran problema era en com podia fixar la imatge perquè no es cremés, és a dir, si aquests materials fotosensibles es deixaven a la llum, aquests reaccionarien i farien que es cremés la imatge, que quedes una imatge negra. Aquest problema va suposar un obstacle per l'obtenció de la fotografia.
Un dia Niépce va rebre una carta d'un desconegut francès que firmava amb Daguerre on deia que ell coneixia els experiments que duia a terme Niépce, que ell també treballava en l'obtenció de la fotografia i que es podien associar.
Niépce va investigar la firma de la carta i es va adonar que Daguerre era un respectat crític d'art, copropietari d'una galeria anomenada Diarama, una famosa galeria on hi havien també quadre de Daguerre, fets amb litografia per tal d'aconseguir perspectives proporcionades.
Quan Niépce es dirigia cap a Anglaterra, va decidir passar per França a conèixer al misteriós home que l'escrivia en les cartes. I poc després, les ganes d'evolucionar l'experiment va fer que s'associessin, encara que Daguerre havia exagerat en relació al que ell havia investigat.
Dos anys després Niépce havia aconseguit un nou èxit, havia aconseguit captar la natura morta i li va dir a Deguerre que tenia la intenció de publicar els seus èxits, però aquest li va dir que per obtenir més beneficis no els publiqués fins que no perfeccionés el procés. És més, també li va donar l'opció d'una lent 3 cops més ràpida, cosa que era una exageració. Malgrat tot, gràcies als arguments que el francès li va donar, Niépce va acordar no publicar els seus descobriments.
Però després de quatre anys que portaven d'associació, cap del dos havia aconseguit cap progrés. I Niépce va morir d'un atac de cor el 1833.

## Pyrélophore
El Pyréolophore, probablement el primer motor de combustió interna del món que va ser construït, va ser inventat i patentat pels germans Niépce el 1807. Aquest motor va funcionar amb explosions controlades de pols de pols de Lycopodium i va ser instal·lat en un vaixell que va córrer pel riu Saona. Deu anys més tard, els germans van ser els primers del món a fer que un motor funcionés amb un sistema d'injecció de combustible.

## Màquina Marly
El 1807, el govern imperial va obrir una competició per a una màquina hidràulica per reemplaçar la màquina Marly original (situada a Marly-le-Roi) que lliurava aigua al palau de Versailles des del riu Sena. La màquina es va construir a Bougival en 1684, des d'on va bombar aigua a una distància d'un quilòmetre i la va elevar 150 metres. Els germans Niépce van concebre un nou principi hidroestàtic per a la màquina i el van millorar una vegada més el 1809. La màquina havia sofert canvis en moltes de les seves parts, incloent pistons més precisos, creant molta menys resistència. Ho van provar moltes vegades, i el resultat va ser que amb una caiguda de flux de 4 peus i 4 polzades, va aixecar l'aigua a 11 peus. Però al desembre de 1809 van rebre un missatge que havien esperat massa temps i l'emperador es va prendre la decisió de demanar a l'enginyer Périer [fr] (1742-1818) construir un motor de vapor per operar les bombes de Marly.

## Vélocipède
El 1818, Niépce es va interessar per l'avantpassat de la bicicleta, un Laufmaschine inventat per Karl von Drais el 1817. Es va construir un model i el va cridar el vélocipède (ràpid peu) i va causar una gran sensació a les carreteres del país. Niépce va millorar la seva màquina amb una cadira ajustable i ara s'exhibeix al Museu Niépce. En una carta dirigida al seu germà Nicéphore va considerar la motorització de la seva màquina.